# گورستان محلی کماروفسکویه
گورستان محلی کماروفسکویه (روسی: Комаровское поселковое кладбище) گورستانی است که در منطقه کوماروو (سن پترزبورگ) واقع در سن پترزبورگ قرار دارد. زمانی که روستای «کِللوماکی» در سال ۱۹۴۸ به کامارووا تغییر نام یافت، این گورستان نیز به همین نام خوانده شد.

## تاریخچه
این گورستان در حدود دو کیلومتری ایستگاه راه‌آهن کوماروو، در امتداد خیابان «اُزیورنایا»، پیش از رسیدن به دریاچه شوچیه (کوماروو)، قرار دارد.

### ایجاد و اولین دفن
گورستان در اوایل قرن بیستم تأسیس شد. قدیمی‌ترین مدفن متعلق به آهنگساز وی.ئی. ساوینسکی است که در سال ۱۹۱۵ در این مکان دفن شد.
تا سال ۱۹۴۴، گورستان دارای حدود ده قبر فنلاندی و سه قبر روسی بود که در کنار جاده قرار داشتند. صلیب‌ها از جنس چدن ساخته شده بودند و هیچ سنگ قبر یا حصاری وجود نداشت.

### گورستان شخصیت‌های برجسته

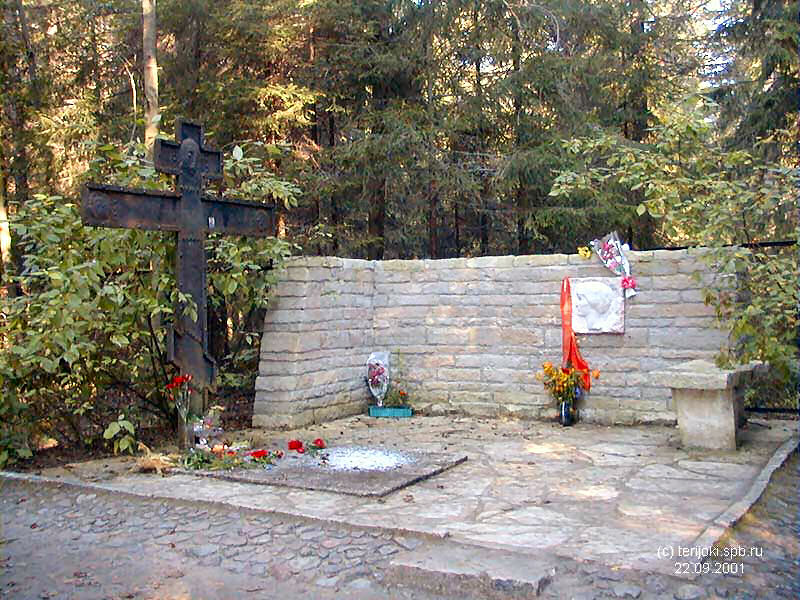
مزار آنا آخماتووا

با آغاز سال ۱۹۴۵، در کوماروو و مناطق نزدیک مانند رپینو (سن پترزبورگ) و زِلنوگورسک (سن پترزبورگ) خانه‌های خلاقانه‌ای برای نویسندگان، آهنگسازان، هنرمندان نمایشی، و ویلاهای آکادمیک ساخته شد. از دهه ۱۹۵۰، در کنار ساکنان محلی، افراد سرشناس حوزه‌های علمی، ادبی و هنری نیز در این گورستان به خاک سپرده شدند (بیش از ۲۰۰ قبر). این مسئله باعث شد که گورستان به «نکروپولیس کوماروفسکی» شهرت یابد.
در ۱۰ مارس ۱۹۶۶، آنا آخماتووا، شاعر مشهور روس، در این گورستان دفن شد.